# Saint-Pierre-de-Clairac

Saint-Pierre-de-Clairac este o comună în departamentul Lot-et-Garonne din sud-vestul Franței. În 2009 avea o populație de 826 de locuitori.

## Evoluția populației
| An        | 1975 | 1982 | 1990 | 1999 | 2006 | 2009 |
| --------- | ---- | ---- | ---- | ---- | ---- | ---- |
| Populație | 436  | 527  | 635  | 721  | 802  | 826  |